# Dodge (Nebraska)
Dodge je selo u američkoj saveznoj državi Nebraska. Prema popisu stanovništva iz 2010. u njemu je živjelo 612 stanovnika.